# Thouars-sur-Arize

Thouars-sur-Arize este o comună în departamentul Ariège din sudul Franței. În 1 ianuarie 2022 avea o populație de 40 de locuitori.